# Claudio Radaelli
Claudio Maria Radaelli (* 29. Oktober 1960 in Mailand) ist ein italienischer Politikwissenschaftler, dessen Schwerpunkt und Lehre die Europaforschung, im Besonderen die Europäisierung, ist. Er ist Professor für Politikwissenschaft an der Universität Exeter und Inhaber eines Jean-Monnet-Lehrstuhls. Außerdem ist er Leiter des Centre for European Governance, einem interdisziplinären Forschungsinstitut, das auch das Statut eines Jean Monnet Centre of Excellence innehat.

## Leben
Radaelli studierte Sozial- und Wirtschaftswissenschaften an der Bocconi-Universität Mailand. Nach seiner Promotion in Politikwissenschaft am European University Institute in Florenz arbeitete er unter anderem am Institut für Sozialforschung in Mailand, an der Staatsuniversität Mailand und am Robert Schuman Centre for Advanced Studies des European University Institute in Florenz. Außerdem setzte Radaelli seine wissenschaftlichen Erkenntnisse regelmäßig im Bereich der Politikberatung ein. So war er unter anderem Berichterstatter der Task Force „The Future EU Tax System“ des Centre for European Policy Studies, wissenschaftlicher Berater der italienischen Regierung zum Thema „Gesetzesfolgenabschätzung“ und Forschungsdirektor des Think Tank Prospecta LTD in Mailand. 2001 war Radaelli darüber hinaus Mitglied einer von der Europäischen Kommission eingerichteten Beratergruppe, die zum Thema „Demokratisierung von Expertenwissen“ einen Beitrag zum Weißbuch „Governance“ leistete. Vor seiner Tätigkeit an der Universität Exeter war er als Professor für Public Policy an der Universität Bradford tätig und Direktor des dortigen Zentrums für Europastudien.
Radaelli ist Mitherausgeber des Magazins European Journal of Political Research, eines der bestangesehenen Magazine im Fachbereich.

## Forschungsschwerpunkte
Radaelli beschäftigt sich insbesondere mit dem relativ jungen Forschungsfeld der Europäisierung. Sein wichtiger Beitrag zur Europäisierungsforschung besteht zum einen in der Entwicklung eines der bisher weitreichendsten Konzepte in diesem Bereich. Aufbauend auf
seiner eigenen Definition von Europäisierung, hat er nicht nur einen klaren Analyserahmen für die empirische Untersuchung der Europäisierung entworfen, sondern auch unterschiedliche Theorieansätze aus der Europäisierungsforschung zu einem Ansatz zusammengefügt.
Radaelli versteht Europäisierung als einen Prozess der Veränderung der Logik nationalen politischen Handelns. Dabei umfasst sein Konzept nicht nur die Entstehung europäischer Politik, sondern auch deren Rückwirkung auf die Nationalstaaten.

## Werke (Auswahl)

### Bücher
- mit A. Di Virgilio, Politics in Italy 2013 (Hrsg.), New York, Berghahn, 2013.
- mit S. Saurugger, The Europeanization of Public Policies: New Research Directions (Hrsg.), Special issue of Journal of Comparative Policy Analysis vol. 10(3), 2008.
- mit F. Franchino, Europeanization and the Italian political system : politics and policy (Hrsg.), Special issue of Journal of European Public Policy, vol. 11, issue 6, 2004.
- mit K. Featherstone, The Politics of Europeanization (Hrsg.), Oxford, Oxford University Press, 2003.

### Aufsätze
- mit C.A. Dunlop, Learning in the European Union: Theoretical Lenses and Meta-Theory, Journal of European Public Policy, vol. 20, no. 6, 2013, 923–940
- mit B. Dente, S. Dossi, Recasting institutionalism: Institutional analysis and public policy, European Political Science, vol. 11, no. 4, 2012, 537–550
- mit N. Bolleyer, Has Europeanization gone too far?, Comparative European Politics, vol. 7, no. 3, Palgrave Macmillan, 2009, 384–395
- mit T. Exadaktylos, Research Design in European Studies: The Case of Europeanization, Journal of Common Market Studies, vol. 47, no. 3, 2009, 507–530
- mit S. Saurugger, The Europeanization of Public Policies: Introduction, Journal of Comparative Policy Analysis, no. 10, 2008, 213–219
- Europeanization, policy learning and new modes of governance, Journal of Comparative Policy Analysis, vol. 10, no. 3, 2008, 239–254
- The domestic impact of EU public policy: Notes on concepts, methods, and the challenge of empirical research', Politique Européenne, no. November, 2001, 107–142